# Francisco António Leitão
Francisco António Leitão (Chaves, 1794 — , ) foi um militar miguelista, coronel do Regimento de Milícias de Chaves e comendador da Ordem de Cristo.
Em maio de 1813 era cadete.
Participou na Guerra Peninsular.
Na região de Chaves houve renhidos combates liderados pelo Marquês de Chaves contra o liberalismo e Francisco Leitão, firme ao Miguelismo, ofereceu-se às suas hostes que o promoveu a oficial superior para, de seguida, comandar o regimento de Infantaria 7 e simultaneamente as milícias de Chaves, chamada de Divisão Transmontana.
Reformou-se do exército em 1824.